# آرنولد استرانگمن کلاسیک
آرنولد استرانگمن کلاسیک (انگلیسی: Arnold Strongman Classic) مسابقه‌ای است که در آن هر ساله ورزشکاران قدرتی از سرتاسر جهان در آن شرکت می‌کنند. این جشنواره که توسط آرنولد شوارتزنگر، جیم لوریمر و تری تاد ایجاد شده‌است، شاخه ای از جشنواره ورزشی آرنولد است که هر ساله در کلمبوس، اوهایو، ایالات متحده آمریکا برگزار می‌شود.
آرنولد استرانگمن کلاسیک به عنوان سنگین‌ترین و دشوارترین رقابت قوی‌ترین مردان در جهان شناخته می‌شود و تنها توسط ۹ مرد در تاریخ برنده شده‌است که در بین برندگان، ژیدروناس ساویتسکاس لیتوانیایی ۸ بار، هافثور یولیوش پی‌یرشون ایسلندی و |برایان شاو آمریکایی هر کدام ۳ بار برنده شده‌اند. دو تن از قهرمانان گذشته، هافثور یولیوش پی‌یرشون و مارک هنری آمریکایی، به تالار مشاهیر ورزشی بین‌المللی معرفی شدند.

## برندگان
| سال  | قهرمان                                         | نائب قهرمان                                    | مقام سوم                                       | محل                                            |
| ---- | ---------------------------------------------- | ---------------------------------------------- | ---------------------------------------------- | ---------------------------------------------- |
| ۲۰۰۲ | مارک هنری                                      | اسوند کارلسن                                   | فیل فیستر                                      | کلمبوس، اوهایو                                 |
| ۲۰۰۳ | ژیدروناس ساویتسکاس                             | اسوند کارلسن                                   | ریموندز برگمانیس                               | کلمبوس، اوهایو                                 |
| ۲۰۰۴ | ژیدروناس ساویتسکاس (۲)                         | اسوند کارلسن                                   | ریموندز برگمانیس                               | کلمبوس، اوهایو                                 |
| ۲۰۰۵ | ژیدروناس ساویتسکاس (۳)                         | واسیل ویراستیوک                                | گلن راس                                        | کلمبوس، اوهایو                                 |
| ۲۰۰۶ | ژیدروناس ساویتسکاس (۴)                         | واسیل ویراستیوک                                | میخائیل کوکلایف                                | کلمبوس، اوهایو                                 |
| ۲۰۰۷ | ژیدروناس ساویتسکاس (۵)                         | واسیل ویراستیوک                                | اندروس مورومتس                                 | کلمبوس، اوهایو                                 |
| ۲۰۰۸ | ژیدروناس ساویتسکاس (۶)                         | درک پاندستون                                   | میخائیل کوکلایف                                | کلمبوس، اوهایو                                 |
| ۲۰۰۹ | درک پاندستون                                   | میخائیل کوکلایف                                | تراویس اورت مایر                               | کلمبوس، اوهایو                                 |
| ۲۰۱۰ | درک پاندستون (۲)                               | ژیدروناس ساویتسکاس                             | تراویس اورت مایر                               | کلمبوس، اوهایو                                 |
| ۲۰۱۱ | برایان شاو                                     | مایک جنکینز                                    | ژیدروناس ساویتسکاس                             | کلمبوس، اوهایو                                 |
| ۲۰۱۲ | مایک جنکینز                                    | درک پاندستون                                   | ژیدروناس ساویتسکاس                             | کلمبوس، اوهایو                                 |
| ۲۰۱۳ | ویتاوتاس لالاس                                 | برایان شاو                                     | میخائیل کوکلایف                                | کلمبوس، اوهایو                                 |
| ۲۰۱۴ | ژیدروناس ساویتسکاس (۷)                         | برایان شاو                                     | مایک برک                                       | کلمبوس، اوهایو                                 |
| ۲۰۱۵ | برایان شاو (۲)                                 | ژیدروناس ساویتسکاس                             | ماتئوش کیلیسکوفسکی                             | کلمبوس، اوهایو                                 |
| ۲۰۱۶ | ژیدروناس ساویتسکاس (۸)                         | برایان شاو                                     | ویتاوتاس لالاس                                 | کلمبوس، اوهایو                                 |
| ۲۰۱۷ | برایان شاو (۳)                                 | هافثور یولیوش پی‌یرشون                          | جری پریچت                                      | کلمبوس، اوهایو                                 |
| ۲۰۱۸ | هافثور یولیوش پی‌یرشون                          | برایان شاو                                     | میخائیل شیولیاکوف                              | کلمبوس، اوهایو                                 |
| ۲۰۱۹ | هافثور یولیوش پی‌یرشون (۲)                      | مارتینز لیسیس                                  | ماتئوش کیلیسکوفسکی                             | کلمبوس، اوهایو                                 |
| ۲۰۲۰ | هافثور یولیوش پی‌یرشون (۳)                      | ماتئوش کیلیسکوفسکی                             | مارتینز لیسیس                                  | کلمبوس، اوهایو                                 |
| ۲۰۲۱ | عدم برگزاری مسابقات به دلیل دنیاگیری کووید-۱۹. | عدم برگزاری مسابقات به دلیل دنیاگیری کووید-۱۹. | عدم برگزاری مسابقات به دلیل دنیاگیری کووید-۱۹. | عدم برگزاری مسابقات به دلیل دنیاگیری کووید-۱۹. |
| ۲۰۲۲ | مارتینز لیسیس                                  | الکسی نوویکوف                                  | بابی تامپسون لوک استولتمن                      | کلمبوس، اوهایو                                 |
| ۲۰۲۳ | میچل هوپر                                      | ماتئوش کیلیسکوفسکی                             | بابی تامپسون                                   | کلمبوس، اوهایو                                 |

## تفکیک برندگان
| نام                   | ملیت                | برد             |
| --------------------- | ------------------- | --------------- |
| ژیدروناس ساویتسکاس    | لیتوانی             | ۸ (۶ بار پیاپی) |
| هافثور یولیوش پی‌یرشون | ایسلند              | ۳ (پیاپی)       |
| برایان شاو            | ایالات متحده آمریکا | ۳               |
| درک پاوندستون         | ایالات متحده آمریکا | ۲ (پیاپی)       |
| مارک هنری             | ایالات متحده آمریکا | ۱               |
| مایک جنکینز           | ایالات متحده آمریکا | ۱               |
| ویتاوتاس لالاس        | لیتوانی             | ۱               |
| مارتینز لیسیس         | ایالات متحده آمریکا | ۱               |
| میچل هوپر             | کانادا              | ۱               |